# Peste Atlántica

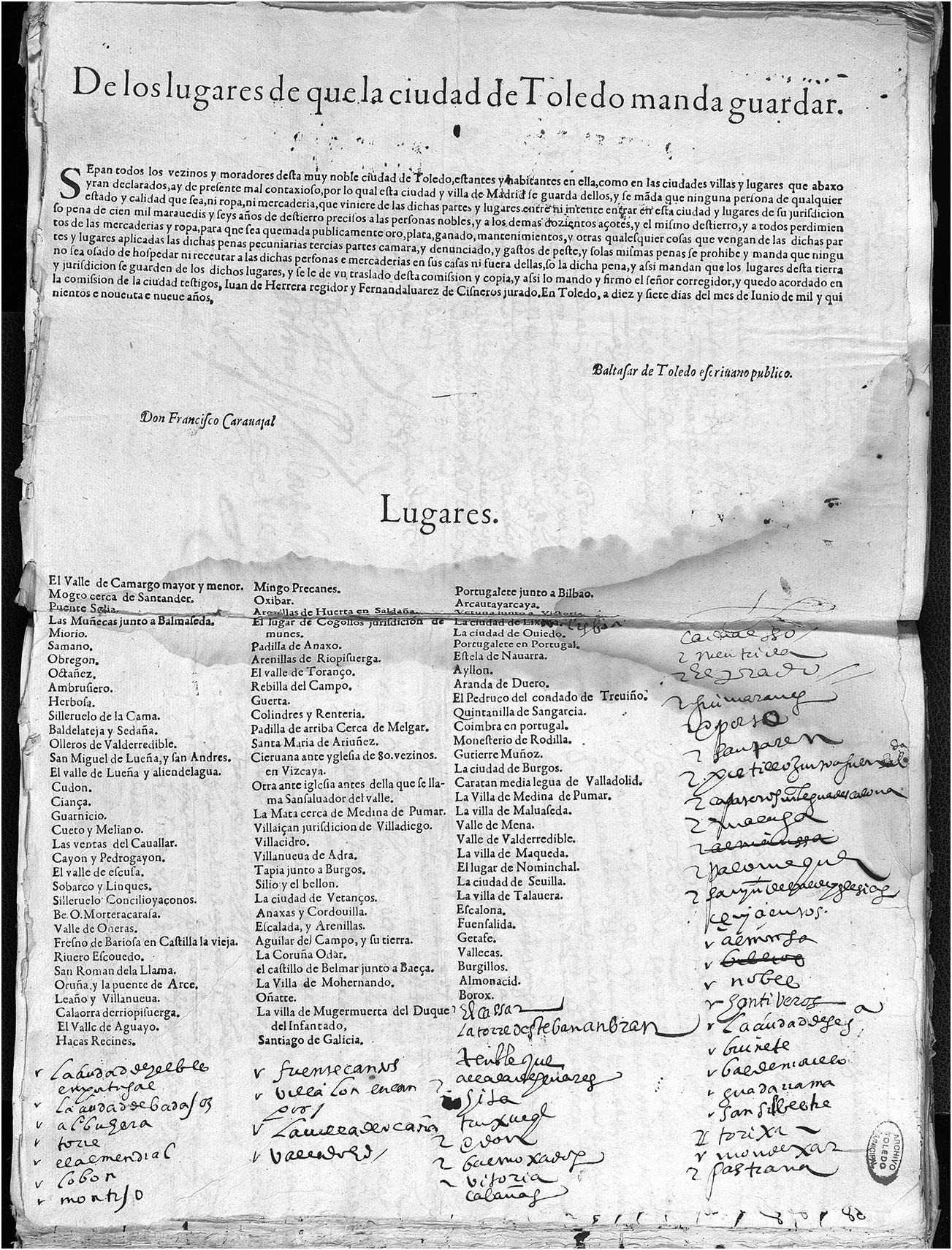
Relación de pueblos apestados a cuyos residentes se prohíbe la entrada a Toledo (1599).

 La peste atlántica o peste castellana fue una epidemia de peste que afectó principalmente al territorio de la corona de Castilla a finales del siglo XVI, entre 1596 y 1602, alcanzando su punto máximo en 1599. Habría provocado la muerte de entre el 10 % y 15 % de la población, siendo en algunas localidades como Madrid de un 30 %. El origen de la peste se debe a las pulgas infectadas con el bacilo yersinia pestis, que habrían sido introducidos, fruto del comercio atlántico, por el norte de la península desde Flandes. 

## La Enfermedad
Esta enfermedad de tipo infectocontagioso es causada por la bacteria Yersinia pestis cuyo vector, o desencadenante, es la pulga denominada Xenopsylla cheopis, que afecta principalmente a las ratas. 
Las pulgas, como transportadoras de la enfermedad, sufren un proceso denominado "bloqueo", por el cual la infección queda restringida al tracto alimentario de las pulgas por bacteriemia. Las ratas facilitan este proceso debido al nivel alto de bacterias en sangre. El proceso inicia con las pulgas picando a un animal y succionando la sangre que pasa a su estómago donde es digerida. Si el animal está infectado por la peste, junto a la sangre entra también la bacteria Yersinia pestis. Una vez en su interior, se multiplica hasta formar un coágulo que bloquea el estómago e impide la ingestión de más alimento (sangre) y la pulga empieza a tener hambre. En este estado, la pulga se vuelve voraz y buscará a cualquier huésped cercano para alimentarse. Debido al coágulo producido por la bacteria la sangre no puede fluir a través del estómago bloqueado, y consecuentemente es regurgitada, arrastrando con ella bacterias y produciendo así el contagio del animal o persona.
En la Edad Media y Moderna, el comercio de lana facilitaba la expansión de estas enfermedades. La ropa, lana, colchones pueden alojar a las pulgas durante un tiempo facilitándoles un largo viaje y la extensión de la epidemia. Los efectos de la peste diezmaban a una sociedad eminentemente agrícola y rural acostumbrada a lidiar con las malas cosechas, los inviernos duros y las guerras. Esto provocaba carestía y hambre, lo que debilitaba a una población ya de por sí subalimentada, especialmente los más desfavorecidos. A los brotes de peste, más comunes en verano, le sucedían en invierno las fiebres tifoideas configurando así una crisis “mixta”, que unía hambre y enfermedad, y originaba un terrible aumento en la mortalidad.

## Expansión de la enfermedad
La Peste Atlántica se inició en la ciudad de Santander a finales de noviembre de 1596, con la llegada de un navío procedente de Flandes que había hecho escala en Dunquerque y Calais, ambas afectadas por la peste, el Rodamundo. El navío iba cargado de materiales textiles, especialmente lanas, contaminadas con el bacilo yersina pestis. La infección se fue extendiendo hacia el sur, de forma irregular y caprichosa, dando saltos, de tal manera que afectó a otras localidades más distantes de las villas cántabras. Llegó a Oviedo en 1598, al valle del Duero en 1599 y de ahí a amplias zonas de Castilla la Nueva, Portugal, Sur de Extremadura y Andalucía. El único territorio que se salvó de sus efectos fue la corona de Aragón.
En 1600 la peste comienza su retroceso desde Andalucía hacia el norte de la península, siendo muchas áreas afectadas nuevamente. La peste parece remitir hacia 1602 tras seis años de agitación que dejaron un total de medio millón de muertos.